# Glenea subcrucifera
Glenea subcrucifera là một loài bọ cánh cứng trong họ Cerambycidae.